# Löhnberg
Löhnberg ist eine Gemeinde mit 4.643 Einwohnern (31. Dezember 2024) nördlich von Weilburg im mittelhessischen Landkreis Limburg-Weilburg.

## Geografie
Löhnberg liegt im Lahntal zwischen Wetzlar und der Kreisstadt Limburg an der Lahn, unweit der ehemaligen Residenzstadt Weilburg. Die Gemeinde besteht aus den Ortsteilen Löhnberg (Sitz der Gemeindeverwaltung), Niedershausen, Obershausen und Selters. Sie grenzt im Norden an die Gemeinde Greifenstein, im Osten an die Städte Leun und Braunfels (alle drei im Lahn-Dill-Kreis), im Süden an die Stadt Weilburg und im Westen an die Gemeinden Merenberg und Mengerskirchen (alle drei im Landkreis Limburg-Weilburg).

## Gemeindegliederung
| Ortsteile     | Einwohner (1. November 2024) |
| Löhnberg      | 2875                         |
| Niedershausen | 1014                         |
| Obershausen   | 0557                         |
| Selters       | 0302                         |
| Gesamt        | 4748                         |

## Geschichte

### Ortsgeschichte
Ein im Hauptort Löhnberg entdecktes Reihengräberfeld deutet auf eine bereits in der Merowingerzeit bestehende Besiedlung hin. Alle vier Ortsteile wurden Ende des 13. bis Anfang des 14. Jahrhunderts erstmals urkundlich erwähnt. Im Falle von Selters ist das aufgrund der Namensgleichheit mit Selters (Westerwald) und Selters (Taunus) nicht ganz klar. Eine Urkunde aus dem Jahr 1317 lässt sich zweifelsfrei Selters an der Lahn zuordnen; möglicherweise wurde der Ort aber schon früher erwähnt. Im Jahr 1324 wurde die nassauische Laneburg erstmals erwähnt. Sie muss kurz vorher gebaut worden sein. Damals lag nördlich des heutigen Hauptortes Löhnberg der Ort Heimau. Er erhielt im Jahr 1321 Stadtrechte, führte jedoch wegen der Nähe zu Weilburg und der Verpfändung an die dortige Nassauer Linie im Jahr 1344 ein Schattendasein und wurde im 15. Jahrhundert aufgegeben. Seine Kirche wurde im 19. Jahrhundert zur Friedhofskapelle umgebaut. Die Laneburg hatte spätestens ab 1342 eine eigene Kirche und ab 1355 einen Pfarrer. Während der Reformation wurden die Bewohner des Ortes evangelisch. Am Ende des 16. Jahrhunderts wurde die Laneburg zu einem Renaissanceschloss ausgebaut und war kurzzeitig nassau-dillenburgische Residenz. Im Jahr 1900 brannte die Burg völlig aus.
Am 9. November 1901 gründete sich die Freiwillige Feuerwehr Löhnberg. Damit bildete sie mit weiteren bereits bestehenden Freiwilligen Feuerwehren den Löschbezirk Oberlahn im Feuerwehr-Verband für den Regierungsbezirk Wiesbaden, innerhalb dessen sie am 3. September 1906 bei der Bezirksversammlung in Obertiefenbach in einer Stärke von 63 Mitgliedern antrat. Die Katholiken von Löhnberg pilgern seit vielen Jahrzehnten zur Wallfahrtskapelle Maria Hilf in Beselich und geben dort ihren Glauben kund.
Der Ortsteil Niedershausen wurde erstmals im Jahr 1296 und Obershausen erstmals 1307 urkundlich erwähnt.

### Großgemeinde Löhnberg
Im Zuge der Gebietsreform in Hessen fusionierten am 31. Dezember 1970 die bis dahin selbstständigen Gemeinden des ehemaligen Oberlahnkreises Löhnberg, Niedershausen und Obershausen freiwillig zur neuen Großgemeinde Löhnberg. Die diesbezügliche offizielle Urkunde des Landes Hessen übergab Landrat Alfred Schneider im Roten Salon des Hotels Lord in Weilburg. Selters kam am 1. Juli 1974 durch Landesgesetz hinzu. Ortsbezirke nach der Hessischen Gemeindeordnung wurden nicht errichtet.

### Verwaltungsgeschichte im Überblick
Die folgende Liste zeigt die Staaten und Verwaltungseinheiten, denen Löhnberg angehört(e):
- nach 1100–1255: Heiliges Römisches Reich, Grafschaft Nassau
- 1255–1328: Heiliges Römisches Reich, Grafschaft Nassau-Dillenburg
- 1328–Ende 16. Jahrhundert: Grafschaft Nassau-Siegen
- Ende 16. Jahrhundert–1773: Grafschaft Nassau-Beilstein/Dillenburg, Amt Löhnberg
- ab 1773 Heiliges Römisches Reich, Grafschaft/Fürstentum Nassau-Weilburg, Amt Löhnberg
- ab 1806: Herzogtum Nassau, Amt Löhnberg
- ab 1816: Herzogtum Nassau, Amt Weilburg
- ab 1849: Herzogtum Nassau, Kreisamt Hadamar[Anm. 1]
- ab 1854: Herzogtum Nassau, Amt Weilburg
- ab 1867: Königreich Preußen, Provinz Hessen-Nassau, Regierungsbezirk Wiesbaden, Oberlahnkreis[Anm. 2]
- ab 1871: Deutsches Reich, Königreich Preußen, Provinz Hessen-Nassau, Regierungsbezirk Wiesbaden, Oberlahnkreis
- ab 1918: Deutsches Reich, Freistaat Preußen, Provinz Hessen-Nassau, Regierungsbezirk Wiesbaden, Oberlahnkreis
- ab 1944: Deutsches Reich, Freistaat Preußen, Provinz Nassau, Oberlahnkreis
- ab 1945: Deutsches Reich, Amerikanische Besatzungszone, Groß-Hessen, Regierungsbezirk Wiesbaden, Oberlahnkreis
- ab 1946: Deutsches Reich, Amerikanische Besatzungszone, Hessen, Regierungsbezirk Wiesbaden, Oberlahnkreis
- ab 1949: Bundesrepublik Deutschland, Hessen, Regierungsbezirk Wiesbaden, Oberlahnkreis
- ab 1968: Bundesrepublik Deutschland, Hessen, Regierungsbezirk Darmstadt, Oberlahnkreis
- ab 1974: Bundesrepublik Deutschland, Hessen, Regierungsbezirk Darmstadt, Landkreis Limburg-Weilburg
- ab 1981: Bundesrepublik Deutschland, Hessen, Regierungsbezirk Gießen, Landkreis Limburg-Weilburg

## Bevölkerung

### Einwohnerstruktur 2011
Nach den Erhebungen des Zensus 2011 lebten am Stichtag, dem 9. Mai 2011, in Löhnberg 4310 Einwohner. Nach dem Lebensalter waren 729 Einwohner unter 18 Jahren, 1698 zwischen 18 und 49, 916 zwischen 50 und 64 und 966 Einwohner waren älter. Unter den Einwohnern waren 254 (5,9 %) Ausländer, von denen 46 aus dem EU-Ausland, 171 aus anderen europäischen Ländern und 38 aus anderen Staaten kamen. (Bis zum Jahr 2020 erhöhte sich die Ausländerquote auf 10,2 %.) Die Einwohner lebten in 1845 Haushalten. Davon waren 561 Einpersonenhaushalte, 531 Paare ohne Kinder und 570 Paare mit Kindern, sowie 159 Alleinerziehende und 24 Wohngemeinschaften. In 468 Haushalten lebten ausschließlich Senioren und in 1158 Haushaltungen lebten keine Senioren.

### Einwohnerentwicklung
| Löhnberg: Einwohnerzahlen von 1834 bis 2020 | Löhnberg: Einwohnerzahlen von 1834 bis 2020 | Löhnberg: Einwohnerzahlen von 1834 bis 2020 | Löhnberg: Einwohnerzahlen von 1834 bis 2020 | Löhnberg: Einwohnerzahlen von 1834 bis 2020 |
| --- | ------------------------------------------- | ------------------------------------------- | ------------------------------------------- | ------------------------------------------- |
| Jahr |                                             |                                             |                                             | Einwohner                                   |
| 1834 | 1834                                        |                                             | 619                                         | 619                                         |
| 1840 | 1840                                        |                                             | 653                                         | 653                                         |
| 1846 | 1846                                        |                                             | 720                                         | 720                                         |
| 1852 | 1852                                        |                                             | 716                                         | 716                                         |
| 1858 | 1858                                        |                                             | 752                                         | 752                                         |
| 1864 | 1864                                        |                                             | 851                                         | 851                                         |
| 1871 | 1871                                        |                                             | 837                                         | 837                                         |
| 1875 | 1875                                        |                                             | 870                                         | 870                                         |
| 1885 | 1885                                        |                                             | 939                                         | 939                                         |
| 1895 | 1895                                        |                                             | 1.005                                       | 1.005                                       |
| 1905 | 1905                                        |                                             | 1.161                                       | 1.161                                       |
| 1910 | 1910                                        |                                             | 1.301                                       | 1.301                                       |
| 1925 | 1925                                        |                                             | 1.386                                       | 1.386                                       |
| 1939 | 1939                                        |                                             | 1.603                                       | 1.603                                       |
| 1946 | 1946                                        |                                             | 2.168                                       | 2.168                                       |
| 1950 | 1950                                        |                                             | 2.192                                       | 2.192                                       |
| 1956 | 1956                                        |                                             | 2.372                                       | 2.372                                       |
| 1961 | 1961                                        |                                             | 2.574                                       | 2.574                                       |
| 1967 | 1967                                        |                                             | 2.566                                       | 2.566                                       |
| 1970 | 1970                                        |                                             | 4.331                                       | 4.331                                       |
| 1973 | 1973                                        |                                             | 4.695                                       | 4.695                                       |
| 1975 | 1975                                        |                                             | 4.539                                       | 4.539                                       |
| 1980 | 1980                                        |                                             | 4.327                                       | 4.327                                       |
| 1985 | 1985                                        |                                             | 4.238                                       | 4.238                                       |
| 1990 | 1990                                        |                                             | 4.339                                       | 4.339                                       |
| 1995 | 1995                                        |                                             | 4.480                                       | 4.480                                       |
| 2000 | 2000                                        |                                             | 4.494                                       | 4.494                                       |
| 2005 | 2005                                        |                                             | 4.470                                       | 4.470                                       |
| 2010 | 2010                                        |                                             | 4.201                                       | 4.201                                       |
| 2011 | 2011                                        |                                             | 4.310                                       | 4.310                                       |
| 2015 | 2015                                        |                                             | 4.379                                       | 4.379                                       |
| 2020 | 2020                                        |                                             | 4.539                                       | 4.539                                       |
| Datenquelle: Historisches Gemeindeverzeichnis für Hessen: Die Bevölkerung der Gemeinden 1834 bis 1967. Wiesbaden: Hessisches Statistisches Landesamt, 1968. Weitere Quellen: LAGIS; 1972:; Hessisches Statistisches Informationssystem; Zensus 2011 Ab 1970 einschließlich der im Zuge der Gebietsreform in Hessen eingegliederten Orte. |                                             |                                             |                                             |                                             |

### Religionszugehörigkeit
| • 1885: | 0900 evangelische (= 95,85 %), 30 katholische (= 3,19 %) und 9 jüdische (= 0,96 %) Einwohner |
| • 1961: | 1900 evangelische (= 73,82 %) und 621 (= 24,13 %) katholische Einwohner                      |
| • 1987: | 3224 evangelische (= 75,3 %), 805 katholische (= 18,8 %), 250 sonstige (= 5,8 %) Einwohner   |
| • 2011: | 2712 evangelische (= 61,9 %), 710 katholische (= 16,5 %), 888 sonstige (= 20,6 %) Einwohner  |

## Politik

### Gemeindevertretung
Der Name der Gemeindevertretung Löhnbergs lautet Gemeindevorstand der Gemeinde Löhnberg.
Die wahlberechtigten Bürger Löhnbergs stimmten bei der Kommunalwahl am 14. März 2021 im Vergleich zu früheren Kommunalwahlen wie nachstehend ab.
| Sitzverteilung in der Gemeindevertretung 2021Insgesamt 23 Sitze - SPD: 10 - FW: 9 - CDU: 4 | Parteien und Wählergemeinschaften | Parteien und Wählergemeinschaften           | 2021  | 2021  | 2016  | 2016  | 2011  | 2011  | 2006  | 2006  | 2001  | 2001  |
| Sitzverteilung in der Gemeindevertretung 2021Insgesamt 23 Sitze - SPD: 10 - FW: 9 - CDU: 4 | Parteien und Wählergemeinschaften | Parteien und Wählergemeinschaften           | %     | Sitze | %     | Sitze | %     | Sitze | %     | Sitze | %     | Sitze |
| Sitzverteilung in der Gemeindevertretung 2021Insgesamt 23 Sitze - SPD: 10 - FW: 9 - CDU: 4 | SPD                               | Sozialdemokratische Partei Deutschlands     | 44,5  | 10    | 62,6  | 14    | 49,3  | 11    | 45,3  | 11    | 46,6  | 11    |
| Sitzverteilung in der Gemeindevertretung 2021Insgesamt 23 Sitze - SPD: 10 - FW: 9 - CDU: 4 | FW-BfB                            | Freie Wähler – Bürger für Bürger e. V.      | 40,1  | 9     | —     | —     | 32,2  | 8     | 36,6  | 8     | 36,7  | 8     |
| Sitzverteilung in der Gemeindevertretung 2021Insgesamt 23 Sitze - SPD: 10 - FW: 9 - CDU: 4 | CDU                               | Christlich Demokratische Union Deutschlands | 15,4  | 4     | 37,4  | 9     | 18,5  | 4     | 18,1  | 4     | 16,7  | 4     |
| Sitzverteilung in der Gemeindevertretung 2021Insgesamt 23 Sitze - SPD: 10 - FW: 9 - CDU: 4 | Gesamt                            | Gesamt                                      | 100,0 | 23    | 100,0 | 23    | 100,0 | 23    | 100,0 | 23    | 100,0 | 23    |
| Sitzverteilung in der Gemeindevertretung 2021Insgesamt 23 Sitze - SPD: 10 - FW: 9 - CDU: 4 | Wahlbeteiligung in Prozent        | Wahlbeteiligung in Prozent                  | 62,7  | 62,7  | 49,1  | 49,1  | 51,2  | 51,2  | 49,1  | 49,1  | 60,8  | 60,8  |

### Bürgermeister
Gemäß Art. 39 Abs. 3 Satz 1 der Hessischen Gemeindeordnung wird der Bürgermeister für eine sechsjährige Amtszeit gewählt, seit dem Jahr 1993 in einer Direktwahl, und ist Vorsitzender des Gemeindevorstands, dem in der Gemeinde Löhnberg neben dem Bürgermeister ehrenamtlich ein Erster Beigeordneter und fünf weitere Beigeordnete angehören.
Ab dem 25. Mai 2009 wurde Frank Schmidt (SPD) Bürgermeister, der dafür sein Mandat als Mitglied des 16. Deutschen Bundestags aufgab. Er wurde als Nachfolger von Jörg Sauer, der nach zwei Amtszeiten nicht wieder kandidiert hatte, am 23. November 2008 im ersten Wahlgang bei 68,1 Prozent Wahlbeteiligung mit 55,0 Prozent der Stimmen gewählt. Es folgte eine Wiederwahl im März 2021. Bürgermeister Frank Schmidt befindet sich seit dem 31. Oktober 2024 offiziell im Ruhestand, nachdem der Gemeindevorstand Löhnbergs und das Parlament einstimmig einen entsprechenden Antrag angenommen hatten.
Infolge des Antritts des Ruhestands von Frank Schmidt wurde Heiko Stock (parteilos) durch das Regierungspräsidium Gießen gemäß § 141 der Hessischen Gemeindeordnung ad interim als Staatsbeauftragter mit der Wahrnehmung der Geschäfte als Bürgermeister für die finanziell äußerst angeschlagene Gemeinde Löhnberg bestellt. Stock hat die Aufnahme der Geschäfte zum 1. Oktober 2024 aufgenommen. Die Bestellung als Staatsbeauftragter war bis zum 31. März 2025 befristet und war seitens des Regierungspräsidiums Gießen jederzeit widerrufbar bzw. verlängerbar. Das Regierungspräsidium Gießen bat im Vorfeld um die Bestellung eines Staatsbeauftragten und hörte die Gemeinde Löhnberg an. Die Gemeinde Löhnberg kommunizierte gegenüber dem Regierungspräsidium Gießen, dass eine Bestellung eines Staatsbeauftragten „nicht nötig“ sei. Das Regierungspräsidium Gießen ordnete – gegen die Stellungnahme der Gemeinde Löhnberg – die Bestellung eines Staatsbeauftragten an, um den ordnungsgemäßen Verwaltungsgang (Betrieb der Gemeindeverwaltung) wiederherzustellen.
Seit dem 21. März 2025 ist Reiner Greve (parteilos) Bürgermeister. Der Amtsvorgänger Frank Schmidt (SPD) trat in seiner dritten Amtszeit am 31. Oktober 2024 vorzeitig in den Ruhestand. Wegen der Finanzkrise in Löhnberg war an seiner Stelle der frühere Bürgermeister von Lautertal (Vogelsberg), Heiko Stock, ab 1. Oktober 2024 als staatsbeauftragter Vakanzvertreter mit der Wahrnehmung der Geschäfte beauftragt und die Wahl eines neuen Bürgermeisters wurde vorgezogen. Reiner Greve erhielt am 9. Februar 2025 im ersten Wahlgang 61,3 Prozent der abgegebenen Stimmen. Die Wahlbeteiligung lag bei 65,2 Prozent.
Amtszeiten der Bürgermeister
- 2025–2031 Reiner Greve[27][33]
- 2024–2025 Heiko Stock (staatsbeauftragter Bürgermeister, m. d. W. d. G. b.)[29][30]
- 2009–2024 Frank Schmidt (SPD)[23]
- 1997–2009 Jörg Sauer[24]
- 1980–1997 Kurt Leuninger (SPD)

### Wappen
| Wappen der Gemeinde Löhnberg | Blasonierung: „In blau eine goldene Lilie.“ |
| Wappen der Gemeinde Löhnberg |                                             |

### Partnerschaften
Löhnberg unterhält folgende partnerschaftliche Beziehungen:
- Ostermundigen, Kanton Bern, Schweiz, seit 1979
- Auleben, Thüringen

### Zahlungsunfähigkeit der Gemeinde
Ende Mai 2024 wurde bekannt, dass der Gemeinde Löhnberg die Zahlungsunfähigkeit droht. Löhnberg stand seit 2013 unter dem „Kommunalen Schutzschirm“ des Landes Hessen und hatte seit 2017 dem Regierungspräsidium Gießen und dem Landkreis Limburg-Weilburg keine Jahresabschlüsse mehr vorgelegt, die für die Genehmigung des Haushalts durch die Kontrollbehörden notwendig gewesen wären. Dies wurde nicht beanstandet, da keine Probleme hinsichtlich der Liquidität erkennbar gewesen seien. Bis Mai 2024 hatten sich Schulden in Höhe von 26,8 Millionen Euro angehäuft.

## Sehenswürdigkeiten

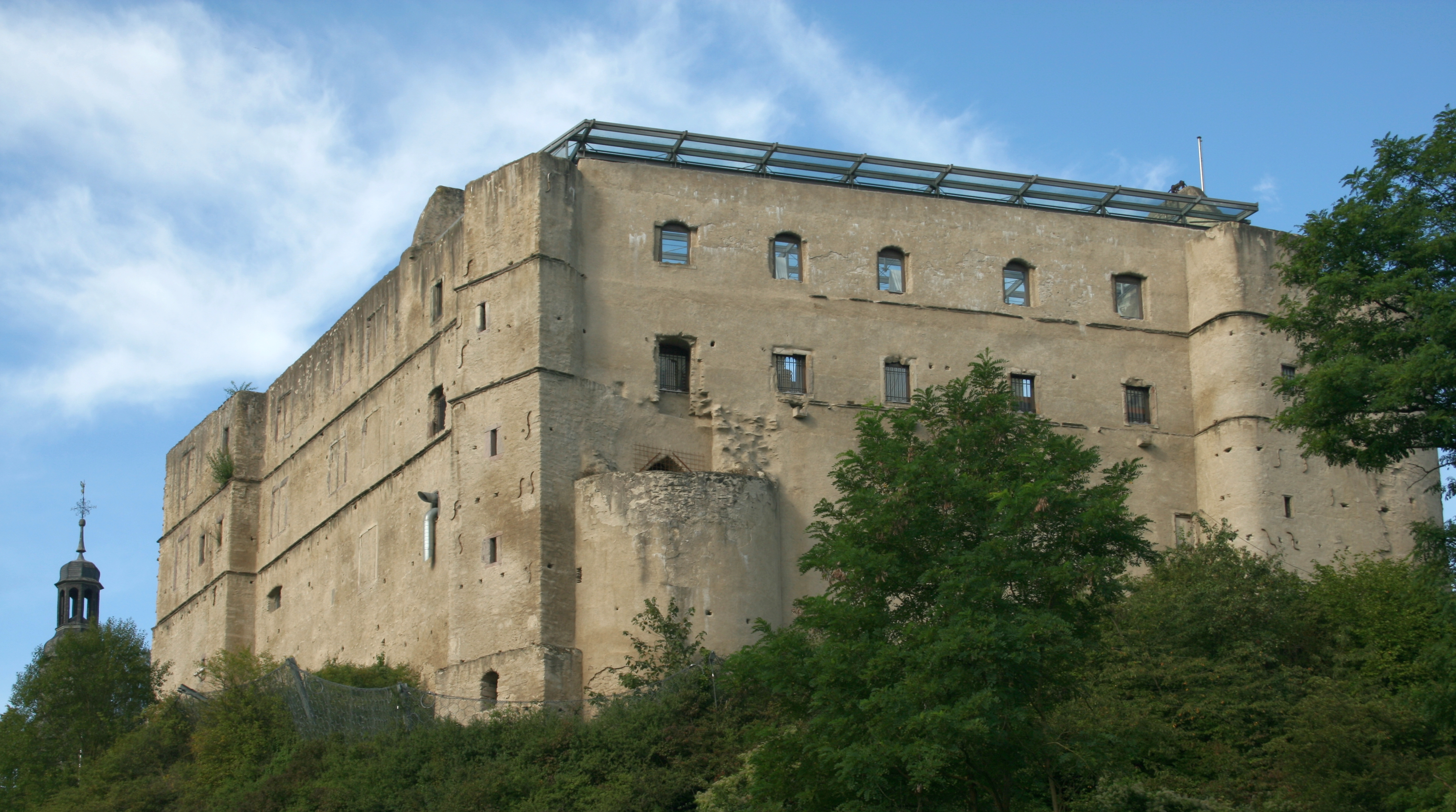
Die Laneburg
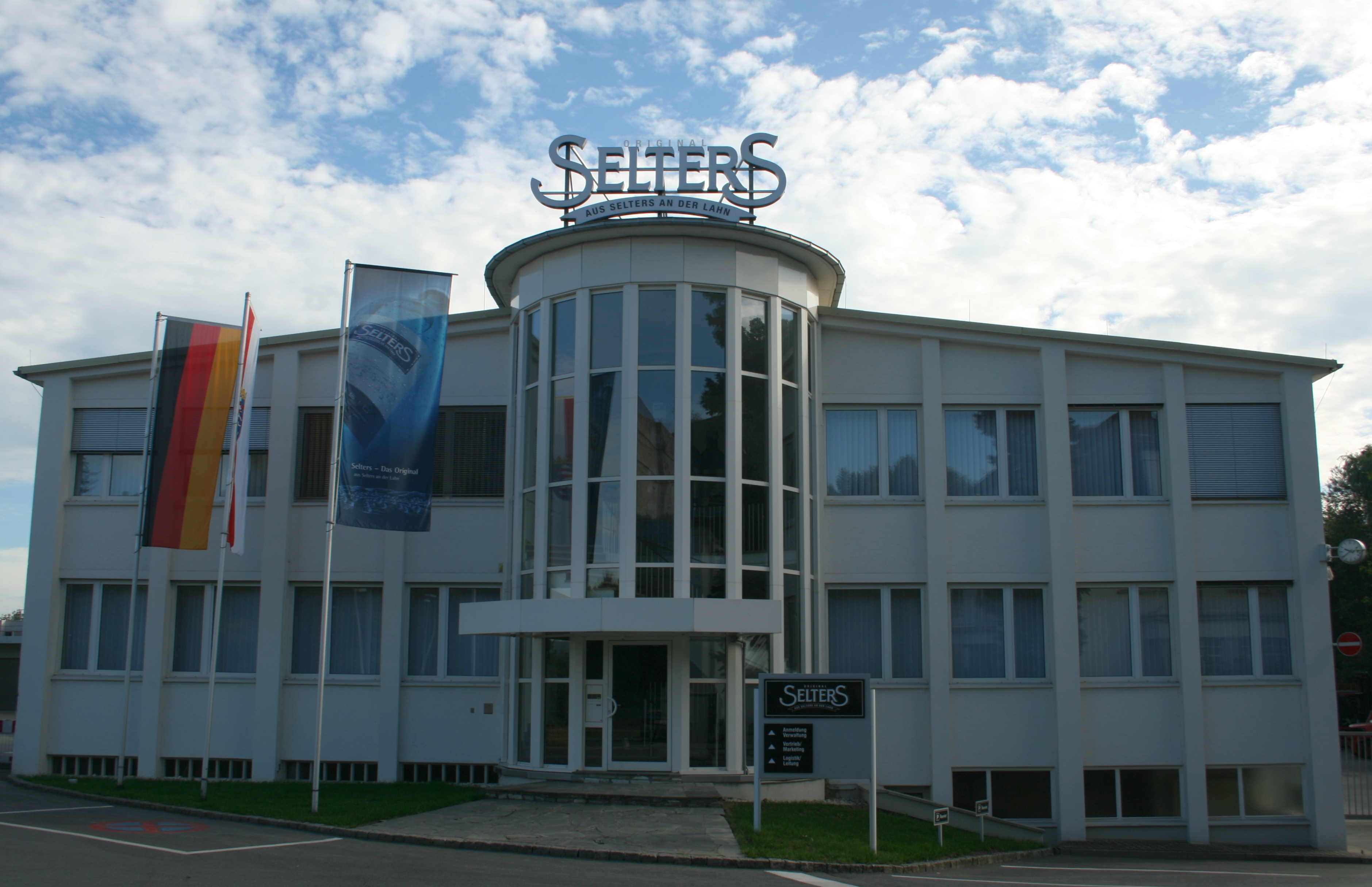
Gebäude der Selters Mineralquelle
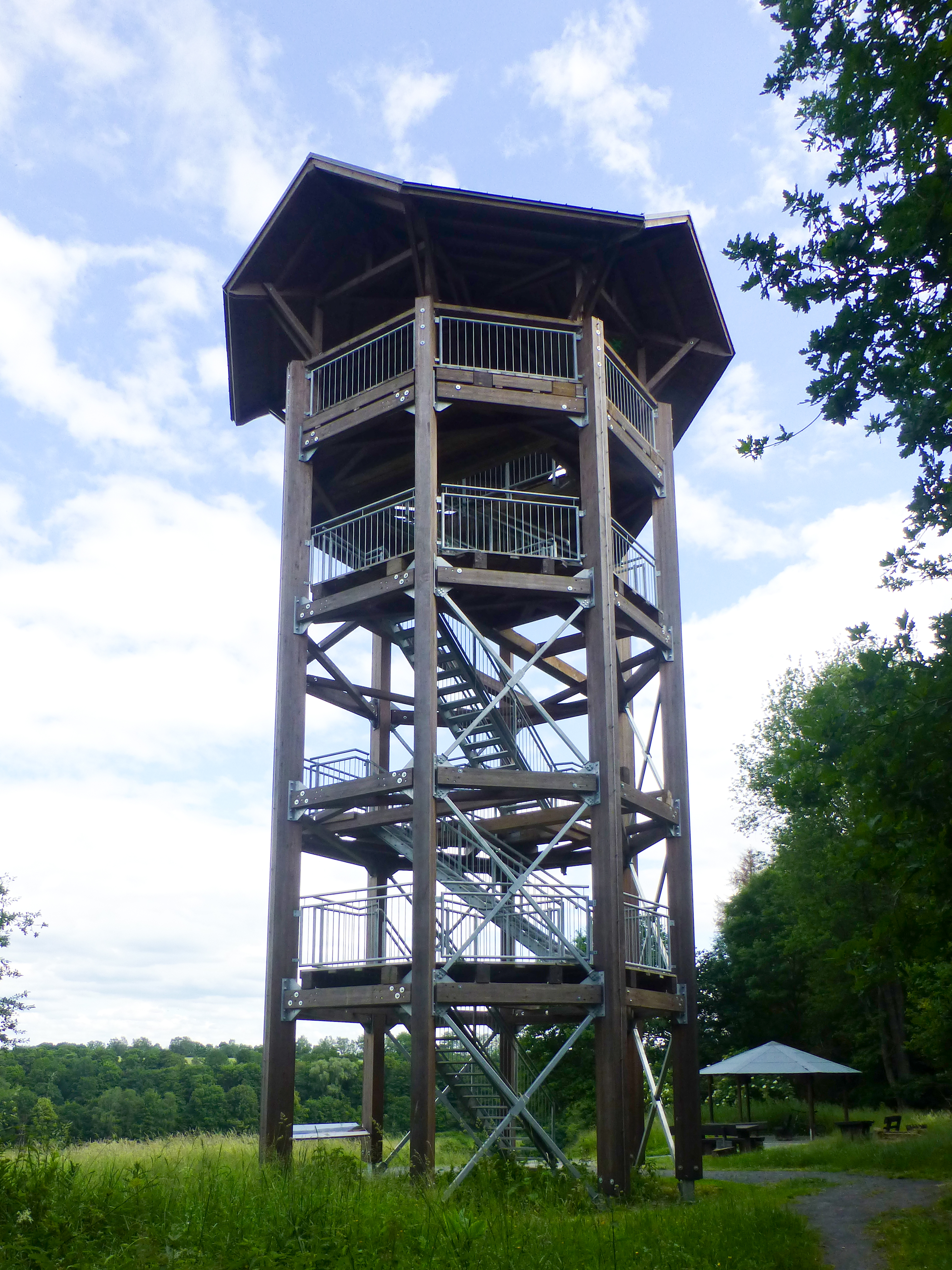
Aussichtsturm Löhnberg

### Museum
- Das Löhnberger Wassermuseum für Fundstücke aus dem Devon und Naturraum Kallenbach wurde im Jahr 2015 eröffnet und ist seit 2017 zusätzlich Geopunkt des Geoparks Westerwald-Lahn-Taunus.[35]

### Bauwerke
In Löhnberg befindet sich die Schlossruine Laneburg. Zudem gibt es die evangelische Schlosskirche aus dem Jahr 1738 sowie die katholische Kirche des Kirchortes St. Hedwig.
Westlich des Ortes steht seit dem Jahr 2017 ein etwa 17,6 Meter hoher Aussichtsturm, der einen weiten Ausblick ins Lahn- und Kallenbachtal bietet. Er ist baugleich mit dem Aussichtsturm Nationalparkblick in Rascheid, Rheinland-Pfalz.

### Kulturdenkmäler
- Wasserhochbehälter (Löhnberg)

## Wirtschaft und Infrastruktur
Im Ortsteil Selters gibt es zwei Abfüllbetriebe, die das dort geförderte Mineralwasser vermarkten, darunter auch das bundesweit bekannte und vermarktete Selters Mineralwasser.

### Verkehr

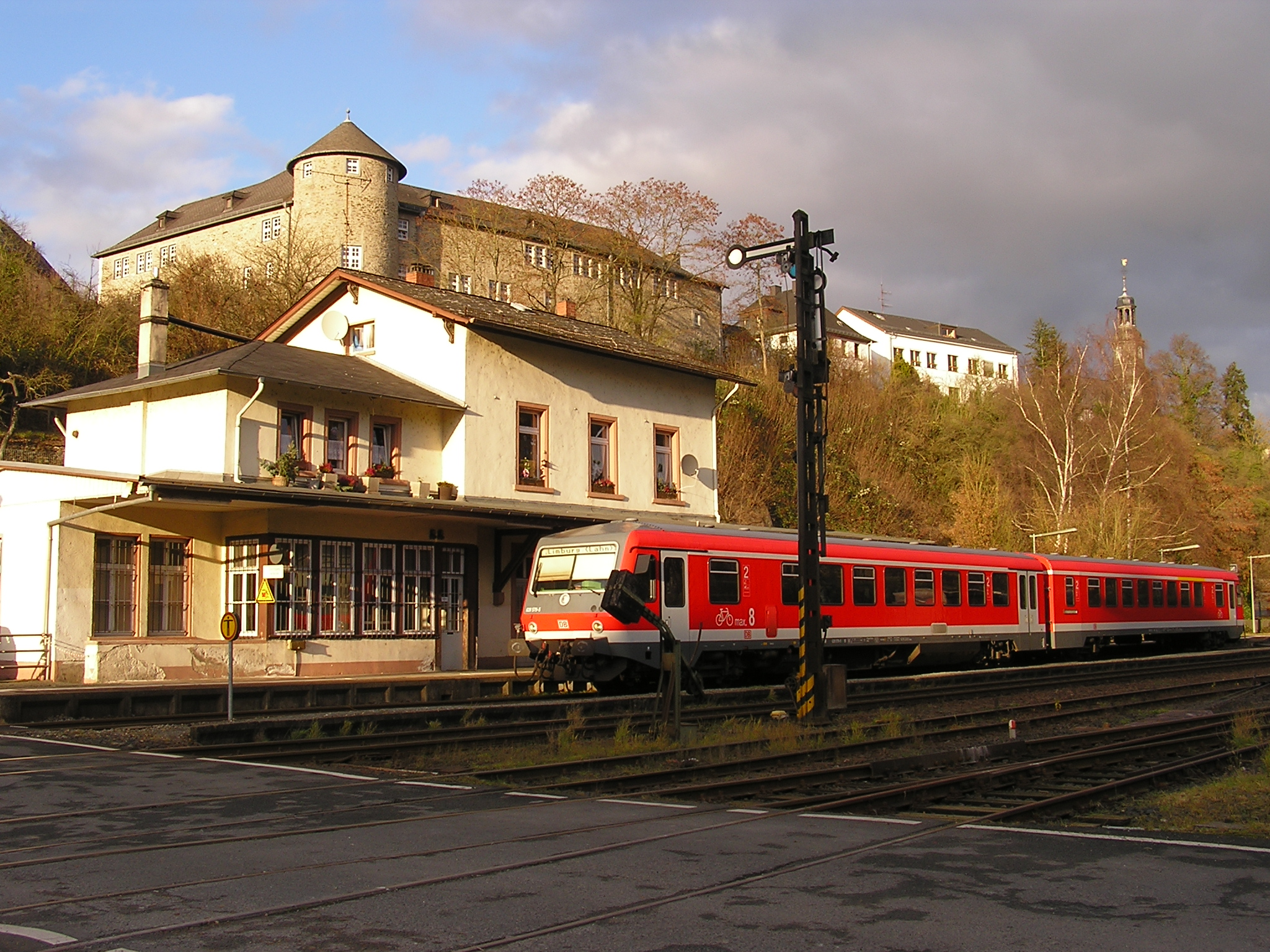
Bahnhof mit Regionalbahn

Durch die Gemeinde verläuft die Bundesstraße 49 (Limburg–Wetzlar).
Mit dem Bahnhof Löhnberg an der Lahntalbahn ist der Ort an das Schienennetz angeschlossen.

### Bildung
In Löhnberg gibt es eine Grundschule mit dem Namen Grundschule auf dem Falkenflug. Weiterführende Schulen stehen in der nahe gelegenen Stadt Weilburg zur Verfügung.

### Einrichtungen
- Freiwillige Feuerwehr Löhnberg, gegr. 1901 (einschl. Jugendfeuerwehr seit 7. April 1979)
- Freiwillige Feuerwehr Niedershausen, gegr. 1901 (einschl. Jugendfeuerwehr seit 22. Oktober 1977)
- Freiwillige Feuerwehr Obershausen, gegr. 1934 (einschl. Jugendfeuerwehr seit 1. Mai 1984 und Kinderfeuerwehr seit 17. Juni 2007)
- Freiwillige Feuerwehr Selters, gegr. 1934
- Kidscollege – Die etwas andere Kinder-Uni von Löhnberg, Weilburg, Weinbach – gegr. 2006
- Kindergarten Habakuk Löhnberg
- Kindergarten Kleine Strolche Niedershausen
- Loewe.net – Gemeinsame Kinder- und Jugendarbeit von Löhnberg, Weilburg, Weinbach – gegr. 2006
- Mehrgenerationenhaus, in einer ehemaligen Gehöftanlage aus dem Jahr 1905

## Persönlichkeiten
- Friedrich Carl Trainer (1765–1838), war von 1815 bis 1836 erster Bürgermeister der Universitätsstadt Siegen.
- Georg Müller (1766–1836), nassauischer Landesbischof und Politiker
- Hermine Spies (1857–1893), berühmte Lied- und Oratoriensängerin (Alt) – u. a. von Brahms-Werken
- Wilhelm Kremer (1915–1997), war Bürgermeister von Löhnberg und Hessischer Landesvorsitzender des Sozialverbands VdK.
- Kurt Leuninger (* 1932), war im Jahr 1974 staatsbeauftragter Landrat des Oberlahnkreises und von 1980 bis 1997 Löhnberger Bürgermeister.
- Jörg Sauer (* 1963), war von 1997 bis 2009 Löhnberger Bürgermeister.
- Frank Schmidt (* 1966), Politiker (SPD), ehemaliges Mitglied des Deutschen Bundestages und seit Mai 2009 Löhnberger Bürgermeister.